# ケディ
ケディ・ティン（中国名：丁愷蒂、ディン・カイディ/Ding Kaidi、1982年6月8日 - ）は、中国・上海出身。歌手・タレント・モデル。現在は上海で活動している。

## 来歴・概要
日本でのデビュー出演番組は日本テレビ系、『ウッチャンナンチャンのウリナリ!!』である。1999年5月26日にブラックビスケッツ新メンバー採用オーディションに合格し、シングル「Bye-Bye」とアルバム『LIFE』で初登場。16歳にして日本デビューし来日。千秋やビビアン・スーに続く可愛らしいキャラクターや、ウリナリ芸能人社交ダンス部などで見せた努力家な一面で人気となるが、同番組内での「ブラビのシングル『Bye-Bye』を73万枚売る」という試練を達成できず、南々見と共にブラックビスケッツを脱退。そのため、ブラビ自体も天山・ビビアンのみが取り残され、「2人だけじゃなにもできない」という理由だけで自然終了となってしまった。「ブラックビスケッツ」メンバーとしての活躍は、半年にも満たなかった。
その後、南原とともに、インド映画の『ナトゥ』、『ナトゥ 踊る!ニンジャ伝説』に出演し、話題となった。
2000年11月3日、上海に戻ることを『ウリナリ!!』内で発表し、一時的に日本での芸能活動を中止。日本語を勉強し、いつか日本に戻ってくることをファンに伝えた。その後また来日し日本語学校に通うものの学校がつぶれてしまったため再度中国へ帰国。その後はOLをしていた。2002年3月、『ウリナリ!!』事実上の最終回である、『ウッチャンナンチャンのウリナリ!! ウリナリ祭り～7年間の総決算～』で一時的に日本に帰ってきてこのことを報告した。日本語は独学で勉強していたという。
以降、タレントとしてテレビや舞台の活動を行っていた（当時はモンドラナ所属）。
2006年、サンミュージックと契約し、同年10月より日本でのタレント活動を再開、バラエティを中心に活動する予定だったが、2007年2月に「一身上の都合により帰国した」とウッチャンナンチャンがラジオで語った。現在、サンミュージックではケディ・ティンのプロフィールは消去されている。
2009年、上海外語チャンネルで放送中の小松拓也が司会を務める「音楽物語」に出演。
2010年3月2日からは、東京のファッションを紹介する「东京时尚」に司会者としてレギュラー出演。11月9日の放送をもって番組は一時中断している。
2013年、過去の所属先であったモンドラナから社名を変更した極東電視台のアプリ配信番組の『上海得スルTV』、『気になる上海』で久々の日本の番組に出演した。
2015年5月、来日してブラビなどのウリナリで共演していたキャイ〜ンの天野ひろゆきと久々に再会し、天野とプライベートで家電などの日本での買い物を楽しみ、ウリナリ時代の元スタッフ（日本テレビ放送網社員）達と同窓会をしていたが、すでに結婚し当時1歳になる子供がいることが天野のブログにおいて明かされた。現在は主婦をメインとしており、芸能活動については控えているとのこと（引退していないかについては不明）。

## 主な出演

### 映画
- ナトゥ（1999年）
- ナトゥ 踊る!ニンジャ伝説（2000年）

### テレビ
- ウッチャンナンチャンのウリナリ!!（1999年 - 2000年、日本テレビ）
- シネマワールド（2002年、BS-i）
- 新・真夜中の王国（2003年、NHK BS2）
- プロの動脈（2003年、よみうりテレビ）
- 藤井フミヤのワンダーシティー上海探検（2003年、テレビ朝日）
- 丸ちゃん＆大魔神佐々木　新春ゴルフスペシャル（2004年、テレビ東京）
- 究極癒し戦隊「ヴィーナスエンジェル」（2004年、テレビ東京）
- カミロボファイトTV（2006年、テレ朝チャンネル）
- 音楽物語（上海外語チャンネル）
  - 音楽物語 in Japan Summer 2006
  - 音楽物語 in Japan Spring 2009
  - 音楽物語 in Japan Summer 2009
- 土豆天使（2009年8月9日）
- 東京時尚 （2010年3月2日 - 2010年11月9日、上海生活時尚チャンネル）

### アプリ
- 上海得スルTV（2013年7月 - 、極東電視台）
- 気になる上海（2013年9月 - 、極東電視台）

### CD
- ブラックビスケッツ名義
  - Bye-Bye（シングル・1999年5月26日）
  - LIFE（アルバム・1999年5月26日）
- 南々見組名義
  - ナトゥBEST（アルバム・2000年12月23日）
- 究極癒し戦隊ヴィーナスエンジェル名義
  - HEALING POWER　ヴィーナスエンジェル（シングル・2004年4月2日）

### DVD
- 南々見組名義
  - チッチナ（2000年4月26日）
  - サヨナラッ（2000年6月21日）

### 写真集
- Dear Keddy―ケディファースト写真集 （2000年7月）